# Mistrzostwa Świata w Narciarstwie Alpejskim 1935
5. Mistrzostwa Świata w Narciarstwie Alpejskim odbywały się w dniach 22 – 25 lutego 1935 w szwajcarskiej miejscowości Mürren. Były to trzecie w historii zawody tego cyklu rozgrywane w Szwajcarii (poprzednio kraj ten zorganizował MŚ 1931 i MŚ 1934). Rozgrywano trzy konkurencje zjazd, slalom i kombinację, zarówno kobiet jak i mężczyzn. W klasyfikacji medalowej zwyciężyła reprezentacja Austrii, która zdobyła 4 medali, w tym 3 złote i 1 brązowy.

## Wyniki

### Mężczyźni
| Konkurencja          | Data         | Złoto          | Wynik  | Srebro       | Wynik  | Brąz                            | Wynik  |
| Zjazd szczegóły      | 25 lutego    | Franz Zingerle | 3:30,4 | Émile Allais | 3:30,8 | Willi Steuri                    | 3:31,2 |
| Slalom szczegóły     | 24 lutego    | Anton Seelos   | 1:46,1 | David Zogg   | 1:51,1 | François Vignole Friedl Pfeifer | 1:53,0 |
| Kombinacja szczegóły | 24-25 lutego | Anton Seelos   | 193,27 | Émile Allais | 192,27 | Birger Ruud                     | 191,32 |

### Kobiety
| Konkurencja          | Data         | Złoto         | Wynik  | Srebro         | Wynik  | Brąz            | Wynik  |
| Zjazd szczegóły      | 23 lutego    | Christl Cranz | 3:27,2 | Hadwig Pfeifer | 3:28,0 | Anny Rüegg      | 3:31,2 |
| Slalom szczegóły     | 22 lutego    | Anny Rüegg    | 2:23,2 | Christl Cranz  | 2:25,5 | Käthe Grasegger | 2:26,7 |
| Kombinacja szczegóły | 22-23 lutego | Christl Cranz | 198,43 | Anny Rüegg     | 198,09 | Käthe Grasegger | 193,53 |

## Klasyfikacja medalowa
| Lp. | Państwo    | złoto | srebro | brąz | razem |
| --- | ---------- | ----- | ------ | ---- | ----- |
| 1.  | Austria    | 3     | 0      | 1    | 4     |
| 2.  | III Rzesza | 2     | 2      | 2    | 6     |
| 3.  | Szwajcaria | 1     | 2      | 2    | 5     |
| 4.  | Francja    | 0     | 2      | 1    | 3     |
| 5.  | Norwegia   | 0     | 0      | 1    | 1     |